# Eberhard Mannack
Eberhard Mannack (* 22. April 1928 in Mittelherwigsdorf, Landkreis Görlitz; † 25. Januar 2018 in Heikendorf) war ein deutscher Literaturwissenschaftler und Hochschullehrer.

## Leben und Wirken
Eberhard Mannack studierte von 1948 bis 1953 Germanistik und Literaturwissenschaft an der Eberhard Karls Universität Tübingen und der Freien Universität Berlin und promovierte 1954 an der FU Berlin mit einer Arbeit über Mystik und Luthertum bei Johann Georg Hamann. Von 1955 bis 1958 arbeitete er als Lektor („Deutsch für Ausländer“) an der Technischen Universität Berlin. 1967 habilitierte er sich an der Freien Universität Berlin und wurde dann 1970 ordentlicher Professor für Neuere Deutsche Literatur und Medien an der Christian-Albrechts-Universität zu Kiel. Nach 23-jähriger Lehrtätigkeit wurde er dort emeritiert. 
Schwerpunkte der wissenschaftlichen Arbeit von Mannack waren vor allem die Literatur des Barock und der Goethezeit sowie die Literatur des 20. Jahrhunderts, insbesondere in der DDR.
Mannack war lange Zeit Mitherausgeber der Zeitschriften Daphnis und Chloe (Beihefte zu Daphnis).
Der Klassische Archäologe Thomas Mannack (* 1958) ist sein Sohn.

## Veröffentlichungen (Auswahl)
- Andreas Gryphius / Verliebtes Gespenst. Gesangspiel. Text und Materialien zur Interpretation (= Komedia, Bd. 4). De Gruyter, Berlin 1963.
- (Hrsg.): Johann Rist / Sämtliche Werke. Band 1–7. De Gruyter, Berlin 1967–1982.
- Andreas Gryphius (= Sammlung Metzler, Abt. D, Bd. 76). Metzler, Stuttgart 1968 (2. vollständig neubearb. Aufl. 1986, ISBN 3-476-12076-7).
- (Hrsg.): Die Pegnitz-Schäfer. Nürnberger Barockdichtung. Reclam, Stuttgart 1968 (ergänzte Ausgabe 1988).
- Raumdarstellung und Realitätsbezug in Goethes epischer Dichtung. Athenäum Verlag, Frankfurt am Main 1972 (= Habilitationsschrift an der Freien Universität Berlin).
- Zwei deutsche Literaturen? Zu G. Grass, U. Johnson, H. Kant, U. Plenzdorf und C. Wolf. Mit einer Bibliographie der schönen Literatur in der DDR (1968–1974). Athenäum Verlag, Kronberg 1977, ISBN 3-7610-2123-2.
- (Hrsg.): Andreas Gryphius / Dramen (= Bibliothek deutscher Klassiker, Bd. 67). Deutscher Klassiker-Verlag, Berlin 1991, ISBN 3-618-66450-8.
- Barock in der Moderne. Deutsche Schriftsteller des 20. Jh. als Rezipienten deutscher Barockliteratur. Lang, Frankfurt am Main 1991, ISBN 3-631-43865-6.
- (Mitautor): Goethe-Gesellschaft Kiel – 50 Jahre. Kiel 1997.
- Selbstbehauptung in Zeiten der Zwänge. Jahrgang 1928. Lang, Frankfurt am Main 2010, ISBN 978-3-631-59768-2 (= Autobiographie).

Außerdem zahlreiche Aufsätze in Fachzeitschriften und Sammelwerken.